# Scarborough Fair
Scarborough Fair est une ballade traditionnelle anglaise, très populaire aux XVIIIe et XIXe siècles, peut-être inspirée de ballades écossaises médiévales.
La chanson est particulièrement connue aujourd'hui par l'arrangement qu'en ont fait Simon & Garfunkel sur leur album Parsley, Sage, Rosemary and Thyme (1966), d'après la version de Martin Carthy.

## Présentation
La chanson est un dialogue. Un jeune homme demande à l'auditeur d'être son messager auprès de son ancienne amoureuse et de lui demander de réaliser une série de tâches impossibles, telles que confectionner une chemise sans couture, la laver dans un puits asséché... ajoutant que si elle réussit ces tâches, il la reprendra auprès de lui. La chanson est souvent chantée en duo, avec la réponse moqueuse de la femme, qui exige que l'homme réalise lui aussi au préalable une série de tâches impossibles : s'il le fait, elle lui fera alors sa chemise sans coutures.
La version titrée « Scarborough Fair » fait référence à la « foire de Scarborough », un lieu de rencontre pour les marchands qui y venaient de toute l'Angleterre.
Les paroles de cette version moderne sont semblables à de nombreuses autres versions populaires aux XVIIIe et XIXe siècles qui mentionnent également la « chemise de batiste » (tissu inconnu en Angleterre avant le XVIIIe siècle) et situent l'histoire dans d'autres lieux que la foire de Scarborough. Les expressions « Parsley, sage, rosemary and thyme » ou « true lover of mine » apparaissant certainement vers la fin du XVIIIe siècle, puisqu'elles n'apparaissent pas sur les manuscrits antérieurs.
Ces chansons semblent inspirées par de vieilles ballades écossaises, ayant le même thème des tâches amoureuses impossibles, et notamment The Elfin Knight, une ballade écossaise de vingt versets collectée vers 1670, avec la même structure que Scarborough Fair. Dans cette ancienne ballade, un elfe exige les mêmes tâches impossibles (chemise sans couture) pour épouser la femme ; celle-ci répond par une liste de tâches impossibles que l'elfe doit d'abord réaliser.
À mesure que la chanson se répandit, elle fut adaptée, modifiée, réécrite, au point qu’à la fin du XVIIIe siècle il en existait des douzaines. Seules quelques-unes se chantent encore aujourd’hui. La référence à la traditionnelle foire de Scarborough date des versions du XIXe siècle. Le refrain a peut-être été emprunté à la ballade Riddles wisely expounded, dont la trame est similaire. D’autres versions font référence à d’autres foires que celle de Scarborough, comme celles de Whittingham, Cape Ann entre Berwik et Lyne. De nombreuses versions ne mentionnent aucun nom, et portent un titre générique : The Lovers’ Tasks, My Father gave me an Acre of Land, etc.[réf. nécessaire].

### Refrain
Les versions les plus anciennes de The Elfin Knight (vers 1650) comportent un refrain : « My plaid away, my plaid away, the wind shall not blow my plaid away. » Des versions plus récentes comportent des refrains autres :
- Sober and grave grows merry in time (Qui est sobre et grave devient joyeux avec le temps) ;
- Ev’ry rose grows merry with time (Toute rose s’égaie avec le temps) ;
- There’s never a rose grows fairer with time (Jamais rose n’embellit avec le temps).

Ils sont généralement associés avec « Once she/he was a true love of mine » ou une variante.

## Version de Simon and Garfunkel
Les quatre strophes ci-dessous sont celles popularisées par le duo Simon and Garfunkel dans leur album Parsley, Sage, Rosemary and Thyme (1966), et par le film de Mike Nichols Le Lauréat (The Graduate, 1967).
Dans ces quatre strophes, toutes les demandes de tâches impossibles émanent de l'homme et s'adressent à la femme. La deuxième et la troisième sont prises dans la section féminine de la chanson et « masculinisées ». La quatrième est la reprise de la première.
À noter aussi que, dans cette version, on entend les paroles d'une autre chanson, anti-guerre (Canticle), se superposer en canon aux paroles traditionnelles.
| Anglais | Français |
| --- | --- |
| Are you going to Scarborough Fair? Parsley, sage, rosemary and thyme, Remember me to one who lives there, She once was a true love of mine. Tell her to make me a cambric shirt, Parsley, sage, rosemary and thyme, Without no seam nor needle work, Then she'll be a true love of mine. Tell her to find me an acre of land, Parsley, sage, rosemary and thyme, Between the salt water and the sea strands, Then she'll be a true love of mine. Tell her to reap it in a sickle of leather, Parsley, sage, rosemary and thyme, And to gather it all in a bunch of heather, Then she'll be a true love of mine. Are you going to Scarborough fair? Parsley, sage, rosemary and thyme, Remember me to one who lives there, She once was a true love of mine. | Allez-vous à la foire de Scarborough ? Persil, sauge, romarin et thym, Parlez de moi à quelqu'un qui vit là-bas, Elle fut autrefois mon grand amour. Qu’elle me confectionne une chemise de batiste, Persil, sauge, romarin et thym, Sans couture ni travaux d'aiguille, Alors, elle sera mon grand amour. Qu’elle me trouve une acre de terre, Persil, sauge, romarin et thym, Entre l’eau salée et le rivage, Alors, elle sera mon grand amour. Qu’elle la moissonne avec une faucille de cuir, Persil, sauge, romarin et thym, Et lie sa moisson d'une brassée de bruyère, Alors, elle sera mon grand amour. Allez-vous à la foire de Scarborough ? Persil, sauge, romarin et thym, Parlez de moi à quelqu'un qui vit là-bas, Elle fut autrefois mon grand amour. |

## Interprètes
- Premier enregistrement : Gordon Heath et Lee Payant, pour l'album Encores From The Abbaye, Elektra Records, 1955.
- Martin Carthy, dans l'album Martin Carthy (1965).
- Marianne Faithfull, dans l'album North Country Maid (1965).
- Simon and Garfunkel, dans l'album Parsley, Sage, Rosemary and Thyme (1966), sous le titre Scarborough fair / Canticle, où les paroles des deux chansons s'entremêlent.
- Wes Montgomery, sur l'album Road Song (1968).
- Nana Mouskouri, dans une version traduite, sous le titre Chèvrefeuille, que tu es loin (1968).
- Sergio Mendes & Brazil 66 (1968).
- Vicky Leandros Scarborough fair (en allemand) dans les albums Ich glaub an dich (1969) et Ich bin wie ich bin (2005) ; Chèvrefeuille que tu es loin (version française), dans l'album Zoom sur Vicky (1969), Na thimasai pos m'agapas (version grecque) sur l'album I mikri mas istoria (1969).
- John Renbourn, dans l'album The lady and the unicorn (1970).
- Ugly Custard dans le 45 tours Underground mode (1970).
- Abstract Truth, dans l'album Totum (1971) South Africa.
- Mireille Mathieu & Peter Hoffmann, lors d'un show télévisé en France (1983, inédit en disque).
- Liona Boyd, dans l'album The Romantic Guitar of Liona Boyd (1985).
- Justin Hayward avec Mike Batt dans l'album Classic Blue en 1989.
- The Stone Roses utilisent une partie de la mélodie pour la chanson Elizabeth my dear dans l'album The Stone Roses (1989).
- Queensryche, dans l'album Empire (1990).
- Angelo Branduardi, dans l'album Futuro Antico (1996).
- Luar na Lubre, sur l'album Cabo do Mundo (1999), sous le titre Romeiro Ao Lonxe.
- Pierre Bensusan, En route from Scarborough, dans l'album Intuite (2000).
- Harry Belafonte, dans l'album The Best Of (2000).
- Sarah Brightman, dans l'album La Luna (2000).
- Gregorian, dans l'album Masters of chants (2000).
- Mägo de Oz, sur l'album Finisterra, sous le nom Duerme (2000).
- Eri Kawai, dans l'album Prayer (2001).
- Urban Trad, dans l'album One O Four (2001).
- Julie Felix, dans l'album Scarborough Fair (2002).
- Nigel Kennedy, dans l'album Greatest Hits (2002).
- Le Naheulband joue une reprise intitulée La Compagnie Du Chien Rugissant, dans l'album Machins de taverne (2003).
- Eiko Shimamiya, dans l'album Aoi Kajitsu (2003).
- Levantis, dans l'album Celtic magic, Capercaillie delirium (2003).
- Aya Matsūra, sur l'album de reprises FS5 Sotsugyō sorti en 2004.
- Amy Nuttall, sur l'album Best Days (2005).
- The KGB's dans l'album Infinity (2006).
- Triniti, dans l'album Triniti (2006).
- Hayley Westenra, sur son album solo Odyssey (2005) ainsi que sur l'album des Celtic Woman, A New Journey (2007).
- Omnia, sous le titre The Elven Lover, dans l'album Alive! (2007).
- Scooter utilise une brève partie de la mélodie sous le titre Scarborough Affair, dans l'album The Ultimate Aural Orgasm (2007).
- Lara Fabian, en duo avec Mario Frangoulis, à Athènes lors d'un concert (2008).
- Tatsuhiko Fuyuno et Tomoko Kato ont aussi adapté, au printemps 2008, cette chanson : elle est interprétée par Tada Aoi pour l'animé Gunslinger Girl : Il Teatrino ([3],[4]).
- Clarisse Lavanant, version française sur l'album Les Filles comme moi (2008), sous le titre L'amour en guerre.
- Leaves Eyes, dans l'album Njord (2009) et le mini-album My Destiny en version acoustique (2009).
- Stella Voci, une chorale internationale de 9 jeunes femmes[5] (2009).
- My Dying Bride, sur le EP Bring Me Victory (2009).
- Francesca Nicoli du groupe Ataraxia dans l'album Llyr (2010).
- Dulci Girls, version instrumentale pour trois hammered dulcimers sur le DVD live The Journey (2010).
- The Imagined Village dans l'album Empire and Love (2010).
- Nolwenn Leroy, sur la réédition de l'album Bretonne (2011).
- The Gothard Sisters dans l'album Story Girl (2011)[6].
- Santiano, Sur l'album Bis ans Ende der Welt (2012).
- Laurent Voulzy, lors du concert en l'église de St Eustache (2012).
- Nox Arcana dans l'album Winter's Majesty (2012), paroles originales de Joseph Vargo[7].
- Idir, dans une version Kabyle, sous le titre Targit (2013).
- Peter Hollens dans la version originale, a cappella (2014)[8].
- Eric Johnson dans l'album acoustique EJ (2016).
- Tamaru Yamada pour la version animée du light novel Shūmatsu nani shitemasu ka? Isogashii desu ka? Sukutte moratte ii desu ka? (2017).
- Eluveitie, groupe suisse de folk métal, reprend l'air de la ballade dans le morceau Antvmnos qui figure sur l'album Evocation II: Pantheon, sorti en 2017.
- Lana Del Rey l'a régulièrement chantée lors de sa tournée mondiale LA to the Moon Tour en 2018.
- Aurora Aksnes réalise en 2018 une version pour la telenovela brésilienne Deus Salve o Rei et disponible sur Spotify, uniquement au Brésil.
- La chanteuse LP l'a interprétée en 2019. Cette version est utilisée dans la bande annonce du jeu d'horreur The Dark Anthology : Little Hope, dont la sortie est annoncée pour 2020. Elle accompagne également le générique de fin de l'épisode 11 de la série Better Than Us.
- Laurent Voulzy l'interprète dans sa tournée des églises 2019/2020, et elle est reprise sur son album live à l'Abbaye du Mont-Saint-Michel (2019).
- Biff Byford du groupe Saxon en 2020.

## Réarrangements
La mélodie et une partie des paroles de la version de Martin Carthy ont été reprises par Bob Dylan pour le titre Girl from the North Country paru en premier sur son deuxième album studio The Freewheelin' Bob Dylan en 1963.
| Première strophe de Scarborough Fair (Martin Carthy)                                                                                         | Première strophe de Girl from the North Country (Bob Dylan) |
| --- | --- |
| Are you going to Scarborough Fair? Parsley, sage, rosemary and thyme Remember me to one who lives there For once she was a true love of mine | If you're traveling in the north country fair Where the winds hit heavy on the borderline Remember me to one who lives there For she once was a true love of mine |

Cette version a par la suite été reprise par Johnny Cash, Neil Young ou encore Stephen Stills entre autres.

## Culture populaire
Dans le jeu GTA IV de Rockstar Games, le camion de marchand de glaces joue la mélodie de Scarborough Fair.
On peut entendre Scarborough Fair dans la bande son des jeux Anno 1503 et Civilization VI.
On peut entendre Scarborough Fair comme musique du générique de la série télévisée Rosemary and Thyme.
Dans le jeu de SEGA, Bayonetta, les armes de bases portent le nom de Scarborough Fair.
Dans l'anime Diabolik Lovers, le personnage Kanato Sakamaki chante le premier couplet de Scarborough Fair après le générique du début dans l'épisode 6.
Dans l'un des épisodes de la première saison de l'anime Black Butler (Kuroshitsuji), Ciel Phantomhive chante le premier couplet de Scarborough Fair.
On peut entendre Scarborough Fair dans le film Lost in Translation.
Dans la série Les Condamnées (Bad Girls), Sharon "Shaz" Wylie interprète Scarborough Fair en s'accompagnant d'une guitare (saison 3, épisode 3).
Dans la série Le Donjon de Naheulbeuk, la chanson La compagnie du chien rugissant du disque Machins de taverne est basée sur l'air de Scarborough Fair.
Dans le jeu Wii Music, la chanson Scarborough Fair fait partie des musiques pouvant être interprétées.
Dans le jeu Civilization VI, l'air de Scarborough Fair constitue la base du thème musical de l'Angleterre.
Dans le jeu d'horreur The Dark Anthology : Little Hope prévu pour 2020, la chanson Scarborough Fair fait partie des musiques pouvant être interprétées.
Dans le jeu Phantasy Star Nova, Scarborough Fair est utilisée en musique de fin.
Dans le jeu Genshin Impact, trois personnages nommés Parsley, Sage et Rosemary se trouvent près de la cité de Mondstadt.
Dans l'anime adapté du light novel Shūmatsu nani shitemasu ka? Isogashii desu ka? Sukutte moratte ii desu ka?, une reprise de Scarborough Fair est jouée durant l'épisode 1.